# Pachyta gorodinskii
Pachyta gorodinskii es una especie de escarabajo longicornio del género Pachyta, tribu Rhagiini, subfamilia Lepturinae. Fue descrita científicamente por Rapuzzi en 2013.
La especie se mantiene activa durante el mes de julio.

## Descripción
Mide 20 milímetros de longitud.

## Distribución
Se distribuye por China.